# Amphidromus inversus
Amphidromus inversus is een slak uit de familie van de Camaenidae. De slak komt voor in Zuidoost-Azië en is vrij algemeen.

## Kurkentrekkers
Een bijzonderheid waarmee deze slak in juni 2007 in het nieuws kwam is dat, in tegenstelling tot vrijwel alle andere slakken, deze slak zowel linksgewonden als rechtsgewonden in ongeveer gelijke aantallen voorkomt. De Nederlandse onderzoeker Menno Schilthuizen deed hiernaar onderzoek op het eiland Kapas in Maleisië, met een team van andere onderzoekers. Zij vonden dat paringen tussen verschillend gewonden slakken van deze soort zelfs vaker voorkwamen dan paringen tussen gelijk gewonden slakken. Nadere bestudering van de genitaliën gaven aan dat deze soort het sperma verpakt in een buisje met kurkentrekkervormige uitgang, die op dezelfde wijze gewonden is als het huisje zelf. Naar blijkt passen de buisjes het beste in het vrouwelijke geslachtsorgaan van de tegengesteld gewonden slakken.